# Dejan Jakovic
Dejan Jakovic, kanadski nogometaš, * 16. julij 1985.
Za kanadsko reprezentanco je odigral 41 uradnih tekem.